# Joachim Ziesche
Temple de la renommée de l'IIHF : 1999
Temple de la renommée allemand : 1990
Joachim Ziesche (né le 3 juillet 1939 à Dresde) est un joueur professionnel et entraîneur allemand de hockey sur glace.

## Carrière
En tant que joueur
Il fait toute sa carrière au SC Dynamo Berlin.
Joachim Ziesche a 197 sélections en équipe d'Allemagne de l'Est. Il participe à des championnats du monde et aux Jeux olympiques de 1968. En 1966, il remporte la médaille de bronze au championnat d'Europe.
En tant qu'entraîneur
Après sa carrière de joueur, il devient entraîneur du SC Dynamo Berlin. Entre 1970 et 1989, il remporte quinze fois le championnat d'Allemagne de l'Est. Il est entraîneur de l'équipe nationale de 1970 à 1976 avec Klaus Hirche et de 1980 à 1990 avec Hartmut Nickel.
Il entraîne aussi le SC Riessersee pendant la saison 1992-1993 et les Eisbären Berlin pendant la saison 1994-1995.
Son fils Steffen Ziesche sera aussi joueur de hockey sur glace.